# Emberiza
Emberiza är ett större släkte med tättingar, numera det enda inom familjen fältsparvar. Släktet som består av ett 40-tal arter har sin utbredning i Asien, Europa och Afrika. 

## Namn
Trots att merparten av arterna har trivialnamnet "sparvar" är de inte nära besläktade med familjen sparvfinkar (Passeridae). Ett annat förekommande trivialnamn inom detta släkte är "ortolan" eller "ortolansparv" vilket härleds från latinets hortulanus, som ungefär betyder "trädgårdsmästarfågeln", från hortus som betyder "trädgård.

## Systematik
Kornsparven (Emberiza calandra) placerades tidigare ofta i det egna släktet Miliaria, men både skelettanalyser och studier av mitokondriellt DNA talar emot att placera kornsparven utanför släktet Emberiza. DNA-studier visar också att tofssparv och skiffersparv, tidigare och i viss uträckning fortfarande i de egna släktena Melophus respektive Latoucheornis, även bör inkluderas i Emberiza.
Vissa auktoriteter delar upp Emberiza i flera mindre släkten: Melophus, Granativora, Emberiza, Fringillaria och Schoeniclus. Dessa noteras som undersläkten i artlistan nedan.
Undersläkte Fringillaria

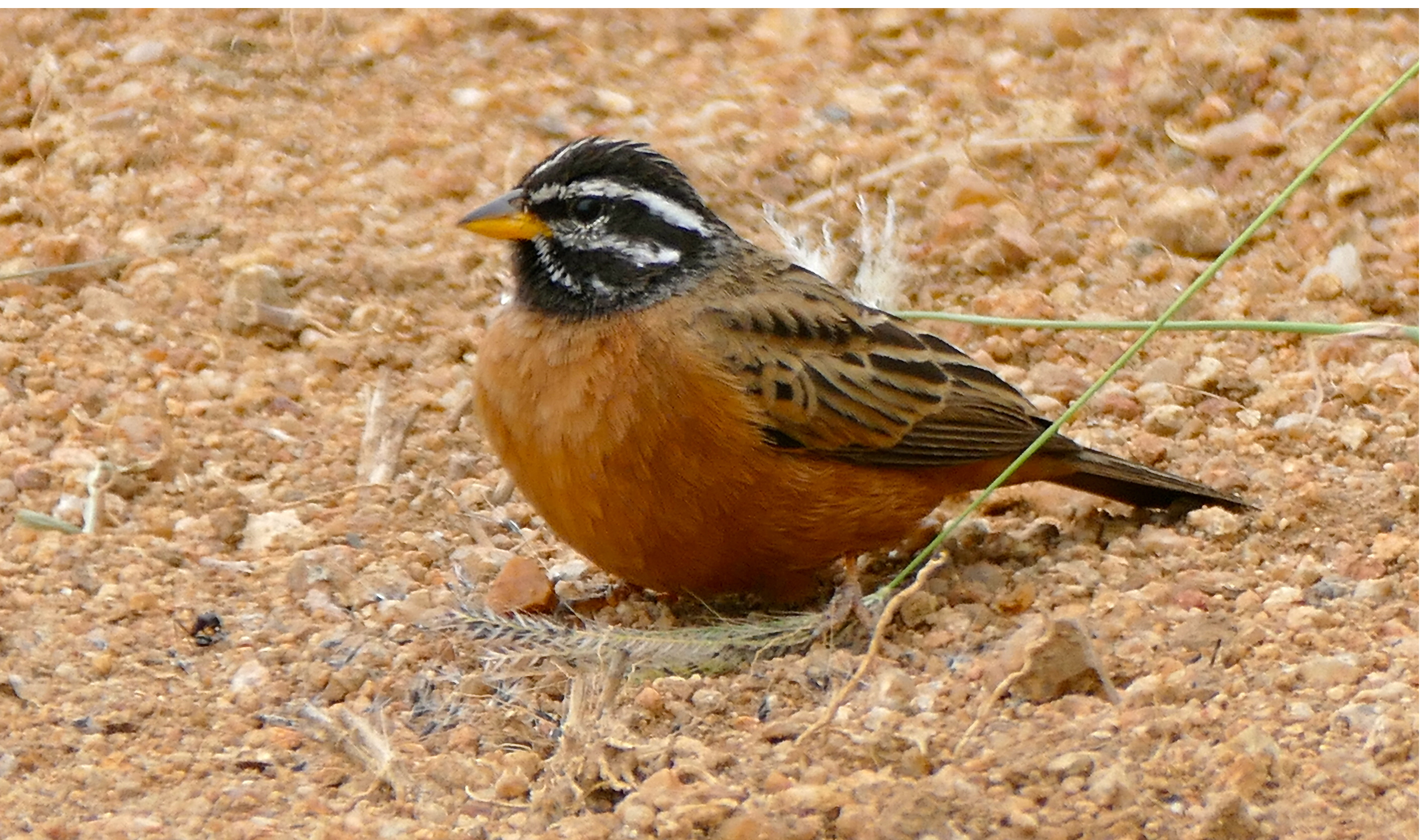
Zebrasparv

- Svartkindad sparv (Emberiza cabanisi)
- Guldbröstad sparv (Emberiza flaviventris)
- Somaliasparv (Emberiza poliopleura)
- Brungumpad sparv (Emberiza affinis)
- Kapsparv (Emberiza capensis)
- Karroosparv (Emberiza impetuani)
- Granitsparv (Emberiza socotrana)
- Hussparv (Emberiza sahari)
- Bergsparv (Emberiza striolata)
- Gråstrupig sparv (Emberiza goslingi)
- Zebrasparv (Emberiza tahapisi)

Undersläkte Schoeniclus

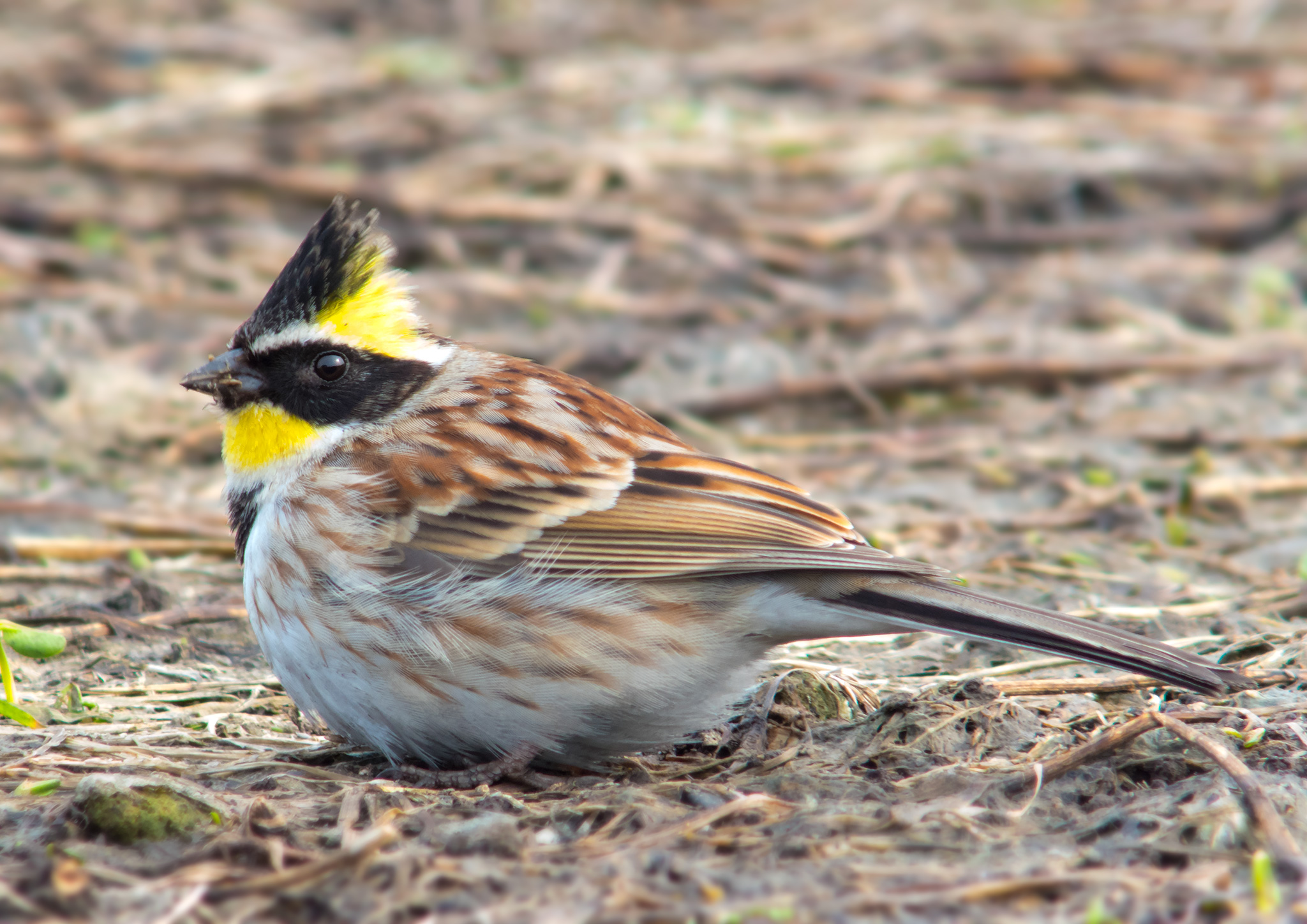
Praktsparv

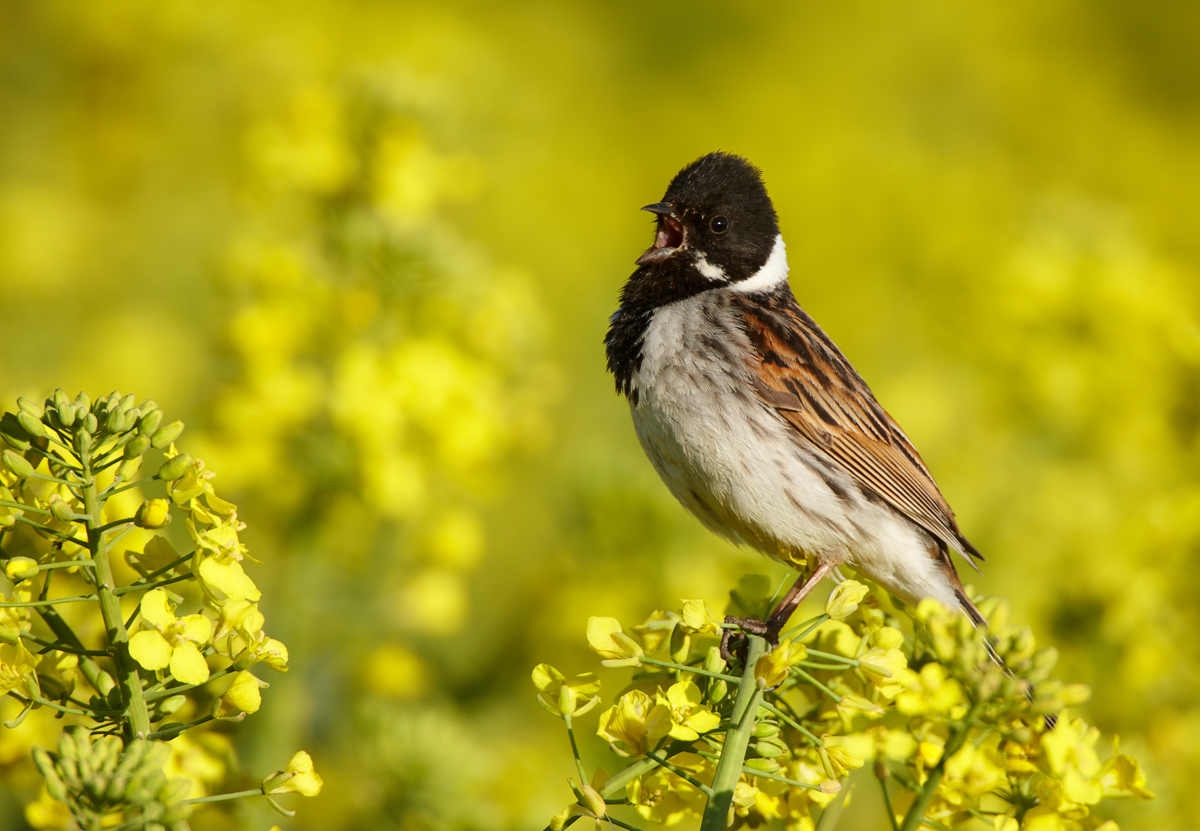
Sävsparv

- Skiffersparv (Emberiza siemsseni)
- Praktsparv (Emberiza elegans)
- Amursävsparv (Emberiza yessoensis)
- Dvärgsävsparv (Emberiza pallasi)
- Sävsparv (Emberiza schoeniclus)
- Gulbrynad sparv (Emberiza chrysophrys)
- Amursparv (Emberiza tristrami)
- Blågrå sparv (Emberiza variabilis)
- Rödbrun sparv (Emberiza rutila)
- Gyllensparv (Emberiza aureola)
- Dvärgsparv (Emberiza pusilla)
- Videsparv (Emberiza rustica)
- Gråhuvad sparv (Emberiza spodocephala)
- Svavelsparv (Emberiza sulphurata)
- Ainusparv (E. personata)

Undersläkte Melophus
- Tofssparv (Emberiza lathami)

Undersläkte Granativora

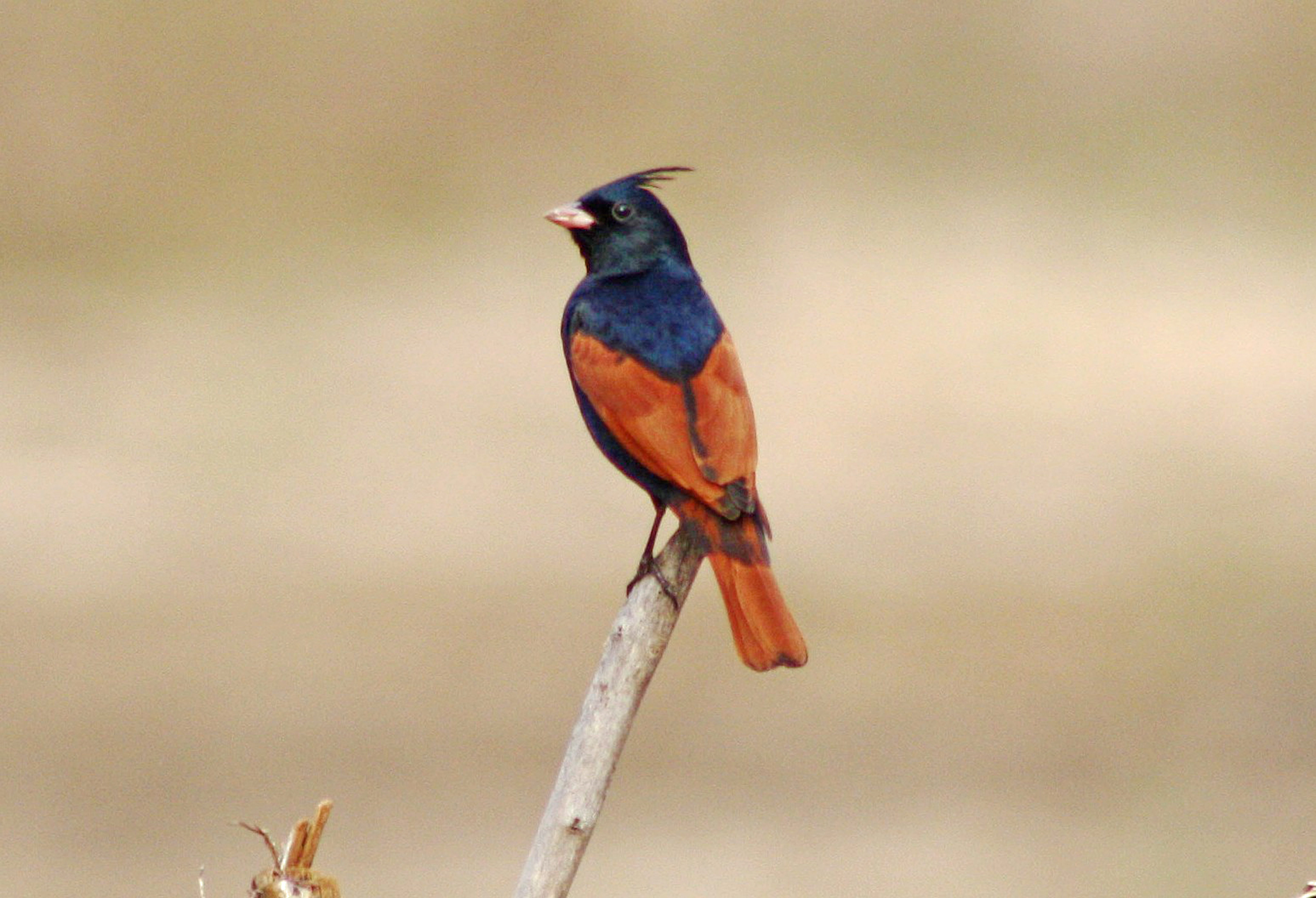
Tofssparv

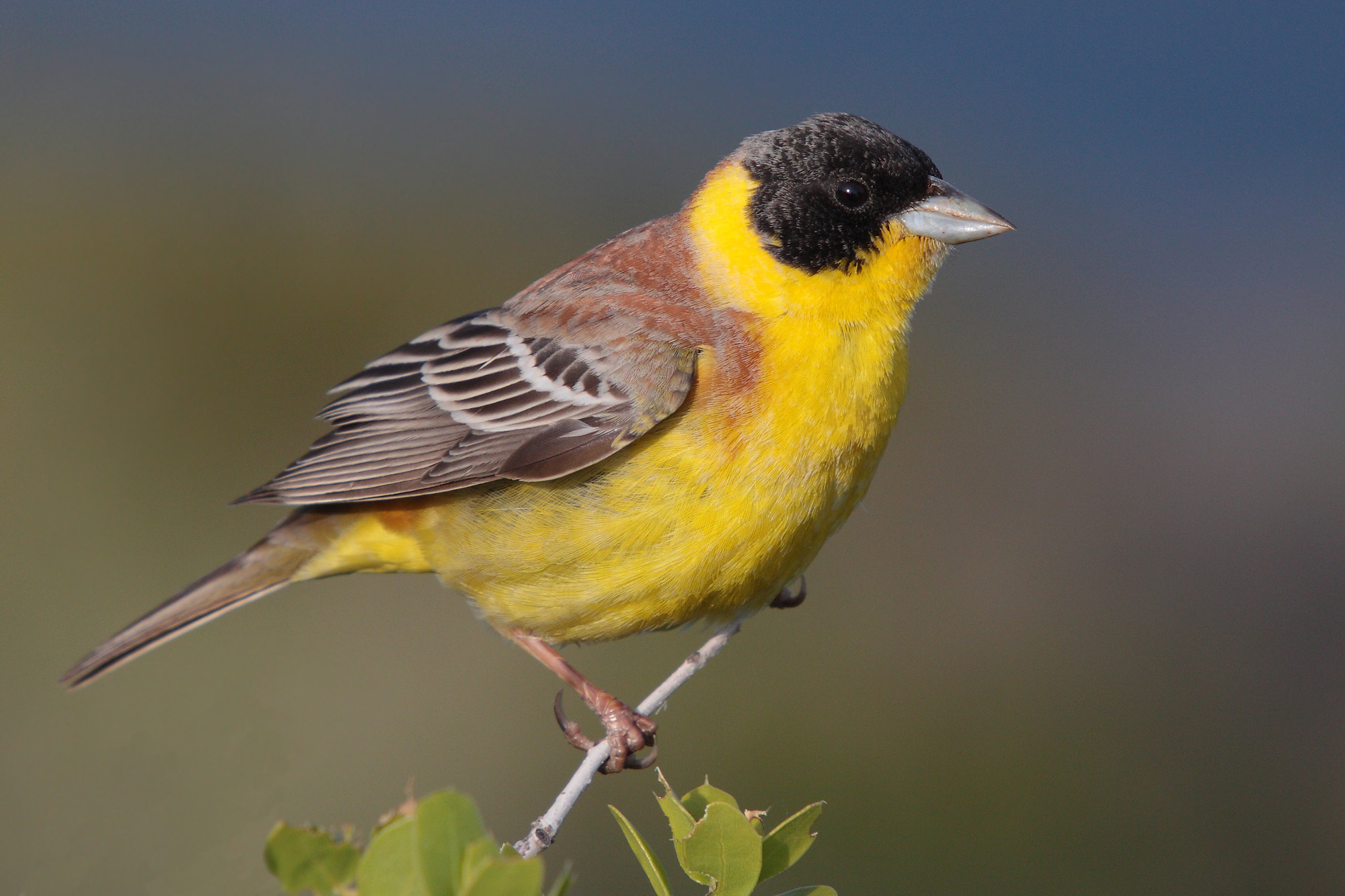
Svarthuvad sparv

- Svarthuvad sparv (Emberiza melanocephala)
- Stäppsparv (Emberiza bruniceps)

Undersläkte Emberiza

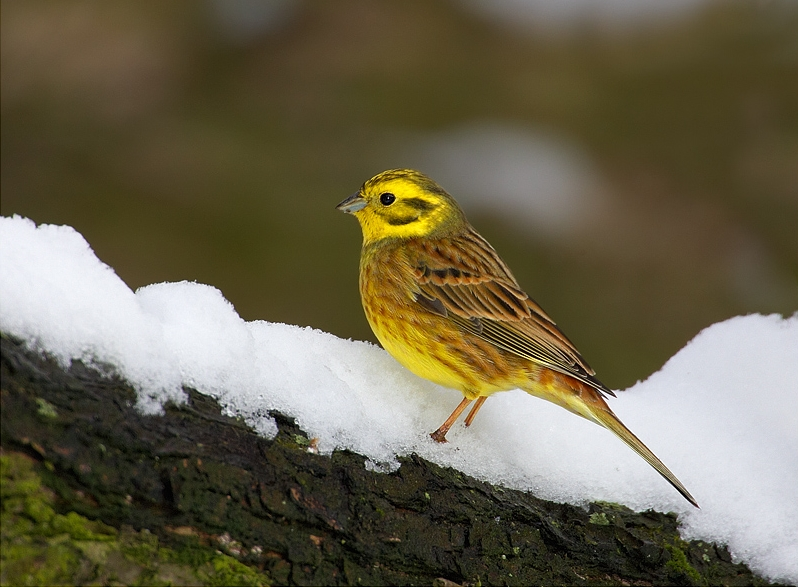
Gulsparv

- Kornsparv (Emberiza calandra) – tidigare ensam art i Miliaria
- Rödkindad sparv (Emberiza fucata)
- Tibetsparv (Emberiza koslowi)
- Aprikossparv (Emberiza jankowskii)
- Ängssparv (Emberiza cioides)
- Mongolsparv (Emberiza godlewskii)
- Klippsparv (Emberiza cia)
- Bergortolan (Emberiza buchanani)
- Gulgrå sparv (Emberiza cineracea)
- Ortolansparv (Emberiza hortulana)
- Rostsparv (Emberiza caesia)
- Häcksparv (Emberiza cirlus)
- Svarthakad sparv (Emberiza stewarti)
- Tallsparv (Emberiza leucocephalos)
- Gulsparv (Emberiza citrinella)

## Utdöda arter
Tidigare förekom den numera utdöda kanariesparven (Emberiza alcoveri) på Kanarieöarna, en av få flygoförmögna tättingar.